# Karsten Hoydal

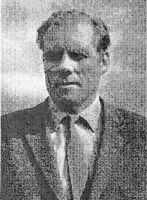
Karsten Hoydal

Karsten Hoydal (* 28. März 1912 in Hoydalar, Tórshavn, Färöer; † 4. April 1990 in Hoyvík) war ein färöischer Schriftsteller und Politiker (Tjóðveldisflokkurin). 

## Leben
Karsten Hoydal war der Sohn von Dánjal Hoydal, geborener Joensen aus Sandur und Ata, geborene Magnussen aus Kvívík. Verheiratet war er mit Marie Louise, geb. Falk-Rønne. Zusammen hatten sie den Sohn Egil, die Tochter Annika und die Zwillinge Gunnar und Kjartan. Bekannte Enkelkinder sind Høgni (Sohn von Kjartan) und Dánial (Sohn von Gunnar).
Hoydal war Agronom und Fischereifachmann in Klaksvík. 1954–1957 war er im Auftrag der Ernährungs- und Landwirtschaftsorganisation (FAO) in Manta, Ecuador tätig. Er war Freund von Pablo Neruda und sein Übersetzer in die färöische Sprache. Hoydal war Ehrenmitglied des brasilianischen Schriftstellerverbandes Uniao Brasileiro de Escritores.
Hoydal debütierte 1946 und schrieb danach drei Gedichtsammlungen. Er schrieb auch den Prosaband Leikapettið (Die Tonscherbe) im Jahr 1971, aus dem die Erzählung Vaktarmaðurin (Der Wachmann) 2006 auf Deutsch erschien. 1961 und 1988 bekam er den Literaturpreis der Färöer. Er war auch Herausgeber der Literaturzeitschrift Varðin.
Als Politiker war Hoydal Mitbegründer des Tjóðveldisflokkurin, der Republikanischen Partei, die eine Loslösung der Färöer von Dänemark anstrebt. Als Minister gehörte er 1963–1967 der Landesregierung der Färöer und als Abgeordneter 1966–1970 dem Løgting an.

## Werke
- 1946 – Myrkrið reyða (Gedichte)
- 1951 – Syngjandi grót (Gedichte)
- 1960 – Vatnið og ljósið (Gedichte, färöischer Literaturpreis 1961)
- 1971 – Leikapettið (Kurzgeschichten)
  - daraus: 2006 – „Der Wachmann (Vaktarmaðurin)“ in: »Von Inseln weiß ich...« Geschichten von den Färöern (Übersetzt von Inga Meincke)
- 1972 – Teinur og tal (Gedichte)
- 1979 – Frændarøddir (übersetzte Gedichte)
- 1980 –  Heðin, Marjun og tjøldrini (Kinderbuch)
- 1982 – Sólarkringur (übersetzte Gedichte, färöischer Literaturpreis 1988)
- 1986 – Suð í grasi (übersetzte Gedichte, färöischer Literaturpreis 1988)

### In wichtigen Anthologien
- 1972 – Færøske digte 1900–72, Kopenhagen (ed. P.M. Pedersen)
- 1981 – Rocky Shores, Paisley (ed. G. Johnston)
- 2006 – »Von Inseln weiß ich...« Geschichten von den Färöern (ed. Verena Stössinger und Anna Katharina Dömling / Unionsverlag) (Besprechung in der Süddeutschen Zeitung)
- 2007 – Von Djurhuus bis Poulsen - färöische Dichtung aus 100 Jahren, Leipzig (ed. Paul Alfred Kleinert)

## Sekundärliteratur
- Bergur Hansen: Bundin av undursjónum. Myndir og lívsfatan í yrkingunnum hjá Karsten Hoydal við serligum atliti til elementfilosofiina hjá Gaston Bachelard. 1999. 308 s.
- Jógvan Isaksen: Verden består af modsætninger : Karsten Hoydals forfatterskab. In: Færøsk litteratur, 1993, (färöische Literaturgeschichte vom selben Autor)
- W. Glyn Jones: Livets lys og mørke - Karsten Hoydals forfatterskab. In: Nordisk tidskrift för vetenskap, konst och industri, LVIII, 1982, s. 207–21.